# 포스트 단카이 주니어
포스트 단카이 주니어(일본어: ポスト団塊ジュニア)는 단카이 주니어의 뒤를 이은 세대를 말한다. 통상적으로 볼 때 단락은 일정하지 않는 것이 보통이지만 대체적으로 보면 1975년부터 1984년 사이에 태어난 이들을 말한다. 간략히 말하고자 하면, 2가지의 의미가 있다. 준 단카이 주니어, 2차 단카이 주니어 정도로 봐야 하며, 보통 시라케 세대의 자녀 세대를 가리킨다.

## 같이 보기
- 일본의 인구 통계
- 패밀리 컴퓨터
- 황금세대
- 다니마 세대
- 고갸루
- 유토리 세대
- 사토리 세대